# Мордовия (спортивный комплекс)
Спорти́вный ко́мплекс «Мордо́вия» расположен в центральной части столицы города Саранск, на улице Строительная. Он является одним из крупнейших спортивных сооружений Республики Мордовия. Официальное открытие спорткомплекса состоялось 18 сентября 2004 года.
В спорткомплексе имеются:
- тренажёрный зал с современными тренажёрами для различных групп мышц;
- легкоатлетический манеж с беговыми дорожками, секторами для прыжков в длину, высоту, тройных прыжков и прыжков с шестом, а также сектор для толкания ядра.
- универсальный спортивный зал с трибуной на 1744 мест, который при необходимости трансформируется в концертный зал с разборной сценой;
- боксёрский зал с разборным рингом;
- зал художественной гимнастики;
- бассейн;
- бильярдные столы для игры в русский бильярд, снукер и пул.

Кроме помещений для тренировки и проведения соревнований в спортивном комплексе также есть фитнес-залы и фитнес-бар, салон красоты, сауны, медицинский центр, кафе, магазин спортивных товаров, конференц-зал на 50 мест. Имеется игровая комната для детей.
С момента открытия в спорткомплексе «Мордовия» уже неоднократно проходили спортивные соревнования различного уровня, в том числе и всероссийские: чемпионат России по греко-римской борьбе, чемпионаты по волейболу и баскетболу, всероссийские турниры по самбо и дзюдо и другие.С 8 по 10 сентября 2011 в спорткомплексе прошли мероприятия Международного форума "Россия - спортивная держава".